# Perzische roodborst
De Perzische roodborst (Irania gutturalis) is een vogel uit de familie van de vliegenvangers (Muscicapidae) die voorkomt in Zuidwest-Azië en overwinter in Afrika.

## Kenmerken
De vogel is 16,5 tot 18 cm lang. Het is een slanke, lijsterachtig uitziende vogel. Het mannetje heeft een roestrode borst en buik, een zwarte rug, kop en poten en een witte keel en wenkbrauwstreep. Het vrouwtje mist de witte wenkbrauwstreep en zwarte kopkleuring en is meer grijsbruin gekleurd, met uitzondering van de staart, die wel zwart is. De vogel is vrij schuw, maar kan soms ook zingend worden gezien op een opvallende plek. Wanneer ze gestoord worden, vliegen Perzische roodborsten recht omhoog, bewegen hun staart langzaam op en neer en laten de vleugelpunten hangen.

## Broeden
Het Perzische roodborst maakt een nest van schors, gras, haren en takjes, waarin 4-5 groenblauw gekleurde eieren met bruinrode vlekken worden gelegd. Deze eieren worden 14 dagen bebroed; de jongen blijven daarop nog 14 dagen in het nest en worden door de ouders verzorgd.

## Verspreiding en leefgebied
De Perzische roodborst komt voor van de Zuidelijke Kaukasus en Turkije tot in Afghanistan. De vogel overwintert in het oosten van Afrika en het zuiden van Arabisch Schiereiland, waarna deze in april weer teruggaat naar zijn broedgebied.
Het leefgebied ligt in bergachtig terrein met ravijnen, dalen, berghellingen met veel bos en steenachtige of met gras begroeide hellingen van akkers. Hij leeft tot op een hoogte van 2300 meter boven zeeniveau.

### Voorkomen in West-Europa
De vogel is een zeldzame dwaalgast in West-Europa. Er zijn in Nederland tussen 1986 en 2021 vier bevestigde waarnemingen.

## Status
De grootte van de populatie is in 2015 ruw geschat op tussen de 1,8 en 4,1 miljoen volwassen individuen en men veronderstelt dat de soort in aantal stabiel is. Om deze redenen staat de Perzische roodborst als niet bedreigd op de Rode Lijst van de IUCN.